# Llista d'asteroides/168401-168500
| Nom      | Designació provisional | Data de descobriment   | Lloc de descobriment | Descobridor/s                    |
| -------- | ---------------------- | ---------------------- | -------------------- | -------------------------------- |
| 168401 - | 1998 EF11              | 1 de març de 1998      | La Silla             | E. W. Elst                       |
| 168402 - | 1998 FT47              | 20 de març de 1998     | Socorro              | LINEAR                           |
| 168403 - | 1998 FW76              | 24 de març de 1998     | Socorro              | LINEAR                           |
| 168404 - | 1998 FP92              | 24 de març de 1998     | Socorro              | LINEAR                           |
| 168405 - | 1998 FW115             | 31 de març de 1998     | Socorro              | LINEAR                           |
| 168406 - | 1998 FP119             | 20 de març de 1998     | Socorro              | LINEAR                           |
| 168407 - | 1998 FP138             | 28 de març de 1998     | Socorro              | LINEAR                           |
| 168408 - | 1998 HY11              | 19 d'abril de 1998     | Kitt Peak            | Spacewatch                       |
| 168409 - | 1998 HA25              | 17 d'abril de 1998     | Kitt Peak            | Spacewatch                       |
| 168410 - | 1998 HG99              | 21 d'abril de 1998     | Socorro              | LINEAR                           |
| 168411 - | 1998 HO113             | 23 d'abril de 1998     | Socorro              | LINEAR                           |
| 168412 - | 1998 HW154             | 19 d'abril de 1998     | Socorro              | LINEAR                           |
| 168413 - | 1998 QJ10              | 17 d'agost de 1998     | Socorro              | LINEAR                           |
| 168414 - | 1998 QY12              | 17 d'agost de 1998     | Socorro              | LINEAR                           |
| 168415 - | 1998 QJ22              | 17 d'agost de 1998     | Socorro              | LINEAR                           |
| 168416 - | 1998 QE30              | 26 d'agost de 1998     | Xinglong             | BAO Schmidt CCD Asteroid Program |
| 168417 - | 1998 QF42              | 17 d'agost de 1998     | Socorro              | LINEAR                           |
| 168418 - | 1998 QC50              | 17 d'agost de 1998     | Socorro              | LINEAR                           |
| 168419 - | 1998 QE50              | 17 d'agost de 1998     | Socorro              | LINEAR                           |
| 168420 - | 1998 QQ56              | 30 d'agost de 1998     | Kitt Peak            | Spacewatch                       |
| 168421 - | 1998 QW75              | 24 d'agost de 1998     | Socorro              | LINEAR                           |
| 168422 - | 1998 QE82              | 24 d'agost de 1998     | Socorro              | LINEAR                           |
| 168423 - | 1998 QG96              | 19 d'agost de 1998     | Socorro              | LINEAR                           |
| 168424 - | 1998 QG104             | 26 d'agost de 1998     | La Silla             | E. W. Elst                       |
| 168425 - | 1998 RB29              | 14 de setembre de 1998 | Socorro              | LINEAR                           |
| 168426 - | 1998 SJ54              | 16 de setembre de 1998 | Anderson Mesa        | LONEOS                           |
| 168427 - | 1998 SL69              | 19 de setembre de 1998 | Socorro              | LINEAR                           |
| 168428 - | 1998 SG87              | 26 de setembre de 1998 | Socorro              | LINEAR                           |
| 168429 - | 1998 SP90              | 26 de setembre de 1998 | Socorro              | LINEAR                           |
| 168430 - | 1998 SR96              | 26 de setembre de 1998 | Socorro              | LINEAR                           |
| 168431 - | 1998 SB130             | 26 de setembre de 1998 | Socorro              | LINEAR                           |
| 168432 - | 1998 TZ8               | 12 d'octubre de 1998   | Kitt Peak            | Spacewatch                       |
| 168433 - | 1998 UM5               | 22 d'octubre de 1998   | Caussols             | ODAS                             |
| 168434 - | 1998 VA16              | 10 de novembre de 1998 | Socorro              | LINEAR                           |
| 168435 - | 1998 VL21              | 10 de novembre de 1998 | Socorro              | LINEAR                           |
| 168436 - | 1998 VH22              | 10 de novembre de 1998 | Socorro              | LINEAR                           |
| 168437 - | 1998 VC23              | 10 de novembre de 1998 | Socorro              | LINEAR                           |
| 168438 - | 1998 VT39              | 14 de novembre de 1998 | Kitt Peak            | Spacewatch                       |
| 168439 - | 1998 VS52              | 13 de novembre de 1998 | Socorro              | LINEAR                           |
| 168440 - | 1998 WT2               | 17 de novembre de 1998 | Caussols             | ODAS                             |
| 168441 - | 1998 WD3               | 18 de novembre de 1998 | Gekko                | T. Kagawa                        |
| 168442 - | 1998 XO5               | 8 de desembre de 1998  | Kitt Peak            | Spacewatch                       |
| 168443 - | 1998 XL9               | 12 de desembre de 1998 | Višnjan Observatory  | K. Korlević                      |
| 168444 - | 1998 XX22              | 11 de desembre de 1998 | Kitt Peak            | Spacewatch                       |
| 168445 - | 1998 YE8               | 21 de desembre de 1998 | Uenohara             | N. Kawasato                      |
| 168446 - | 1998 YM21              | 26 de desembre de 1998 | Kitt Peak            | Spacewatch                       |
| 168447 - | 1999 AT1               | 8 de gener de 1999     | Kitt Peak            | Spacewatch                       |
| 168448 - | 1999 AE4               | 6 de gener de 1999     | Anderson Mesa        | LONEOS                           |
| 168449 - | 1999 AN13              | 7 de gener de 1999     | Kitt Peak            | Spacewatch                       |
| 168450 - | 1999 AD22              | 11 de gener de 1999    | Xinglong             | BAO Schmidt CCD Asteroid Program |
| 168451 - | 1999 CG43              | 10 de febrer de 1999   | Socorro              | LINEAR                           |
| 168452 - | 1999 CC117             | 12 de febrer de 1999   | Socorro              | LINEAR                           |
| 168453 - | 1999 CG130             | 6 de febrer de 1999    | Mauna Kea            | C. Veillet                       |
| 168454 - | 1999 EB10              | 14 de març de 1999     | Kitt Peak            | Spacewatch                       |
| 168455 - | 1999 FM1               | 16 de març de 1999     | Kitt Peak            | Spacewatch                       |
| 168456 - | 1999 FC4               | 16 de març de 1999     | Kitt Peak            | Spacewatch                       |
| 168457 - | 1999 FE5               | 18 de març de 1999     | Kitt Peak            | Spacewatch                       |
| 168458 - | 1999 FK12              | 18 de març de 1999     | Kitt Peak            | Spacewatch                       |
| 168459 - | 1999 FV20              | 19 de març de 1999     | Kitt Peak            | Spacewatch                       |
| 168460 - | 1999 GM3               | 7 d'abril de 1999      | Kitt Peak            | Spacewatch                       |
| 168461 - | 1999 HY4               | 17 d'abril de 1999     | Kitt Peak            | Spacewatch                       |
| 168462 - | 1999 JT29              | 10 de maig de 1999     | Socorro              | LINEAR                           |
| 168463 - | 1999 JD47              | 10 de maig de 1999     | Socorro              | LINEAR                           |
| 168464 - | 1999 JR71              | 12 de maig de 1999     | Socorro              | LINEAR                           |
| 168465 - | 1999 JR89              | 12 de maig de 1999     | Socorro              | LINEAR                           |
| 168466 - | 1999 JM112             | 13 de maig de 1999     | Socorro              | LINEAR                           |
| 168467 - | 1999 JW127             | 10 de maig de 1999     | Socorro              | LINEAR                           |
| 168468 - | 1999 KK2               | 16 de maig de 1999     | Kitt Peak            | Spacewatch                       |
| 168469 - | 1999 KS10              | 18 de maig de 1999     | Socorro              | LINEAR                           |
| 168470 - | 1999 LT29              | 10 de juny de 1999     | Kitt Peak            | Spacewatch                       |
| 168471 - | 1999 LS30              | 12 de juny de 1999     | Kitt Peak            | Spacewatch                       |
| 168472 - | 1999 PQ4               | 8 d'agost de 1999      | Uenohara             | N. Kawasato                      |
| 168473 - | 1999 QU1               | 20 d'agost de 1999     | Gnosca               | S. Sposetti                      |
| 168474 - | 1999 RN3               | 4 de setembre de 1999  | Catalina             | CSS                              |
| 168475 - | 1999 RN24              | 7 de setembre de 1999  | Socorro              | LINEAR                           |
| 168476 - | 1999 RM30              | 8 de setembre de 1999  | Socorro              | LINEAR                           |
| 168477 - | 1999 RE31              | 8 de setembre de 1999  | Socorro              | LINEAR                           |
| 168478 - | 1999 RF60              | 7 de setembre de 1999  | Socorro              | LINEAR                           |
| 168479 - | 1999 RQ62              | 7 de setembre de 1999  | Socorro              | LINEAR                           |
| 168480 - | 1999 RJ81              | 7 de setembre de 1999  | Socorro              | LINEAR                           |
| 168481 - | 1999 RN85              | 7 de setembre de 1999  | Socorro              | LINEAR                           |
| 168482 - | 1999 RD123             | 9 de setembre de 1999  | Socorro              | LINEAR                           |
| 168483 - | 1999 RV124             | 13 de setembre de 1999 | Kitt Peak            | Spacewatch                       |
| 168484 - | 1999 RP125             | 9 de setembre de 1999  | Socorro              | LINEAR                           |
| 168485 - | 1999 RP134             | 9 de setembre de 1999  | Socorro              | LINEAR                           |
| 168486 - | 1999 RS134             | 9 de setembre de 1999  | Socorro              | LINEAR                           |
| 168487 - | 1999 RV138             | 9 de setembre de 1999  | Socorro              | LINEAR                           |
| 168488 - | 1999 RZ147             | 9 de setembre de 1999  | Socorro              | LINEAR                           |
| 168489 - | 1999 RM150             | 9 de setembre de 1999  | Socorro              | LINEAR                           |
| 168490 - | 1999 RC152             | 9 de setembre de 1999  | Socorro              | LINEAR                           |
| 168491 - | 1999 RT153             | 9 de setembre de 1999  | Socorro              | LINEAR                           |
| 168492 - | 1999 RL159             | 9 de setembre de 1999  | Socorro              | LINEAR                           |
| 168493 - | 1999 RQ163             | 9 de setembre de 1999  | Socorro              | LINEAR                           |
| 168494 - | 1999 RE177             | 9 de setembre de 1999  | Socorro              | LINEAR                           |
| 168495 - | 1999 RB188             | 9 de setembre de 1999  | Socorro              | LINEAR                           |
| 168496 - | 1999 RN191             | 11 de setembre de 1999 | Socorro              | LINEAR                           |
| 168497 - | 1999 RX207             | 8 de setembre de 1999  | Socorro              | LINEAR                           |
| 168498 - | 1999 RG208             | 8 de setembre de 1999  | Socorro              | LINEAR                           |
| 168499 - | 1999 RK223             | 7 de setembre de 1999  | Socorro              | LINEAR                           |
| 168500 - | 1999 RJ249             | 7 de setembre de 1999  | Socorro              | LINEAR                           |